# メモリーズオフ -Innocent Fille-
『Memories Off -Innocent Fille-』（メモリーズオフ イノサンフィーユ）は、5pb.より2018年3月29日に発売された恋愛アドベンチャーゲーム。略称は『メモオフIF、メモオフ8』。初の任天堂ハード機であるNintendo Switch版が2018年10月25日に発売された。2019年3月28日に後日談に当たる『メモリーズオフ -Innocent Fille- for Dearest』が5pb.より発売。
「Memories Offシリーズ」の8作目。今作が一連のシリーズの本編の最終作になる。

## 登場人物

### 湘南海陵高校
楠瀬 累（くすのせ　かさね）
声：坂泰斗
17才。本作の主人公。高校二年生、北海道羽幌町出身。愛称「ルイ」。
「特待生特別国内交換留学制度」を利用し、札幌海陵高校から姉妹校である「湘南海陵高校」へ一時的に転入してくる。
西澄空モノレール駅の周辺のアパート「夕凪荘」に住んでいる。
三城 柚莉（みき　ゆずり）
声：武石あゆ実
17才。愛称「ユズ」。
湘南海陵高校の二年生。羽幌町の出身でルイとは幼馴染。
こちらに引っ越してくるまでは、琴莉や莉一と共にルイとよく遊んでいた。
自分にとってのルイは、兄弟家族みたいな大切な存在。
三城 琴莉（みき　ことり）
声：本渡楓
17才。湘南海陵高校の二年生。
柚莉と莉一の妹。柚莉より大人しくて、淑やかな性格。
幼少期に累から貰った、小鳥を模したペンダントを身に着けている。
三城 莉一（みき　りいち）
声：鈴木裕斗
17才。愛称「リーチ」。
湘南海陵高校の二年生。
柚莉と琴莉の兄。いつも柚莉の事を心配すぎる為、周りからはシスコンだと思われている。
学校の演劇部に所属し、女子人気のあるイケメン。
相葉 詞乃（あいば　しの）
声：平流エレン
湘南海陵高校の二年生で本校の生徒会長。
茶菓月 依美里（さかつき　えみり）
声：伊藤静 / 誕生日 : 7月20日
24才。湘南海陵高校の養護教諭で、全てが男子の目を惹く「保健室の魔女」。
莉一のことがお気に入り。

### 林鐘寺女子高校（林女）
志摩 寿奈桜（しま　すなお）
声：徳井青空
16才。林鐘寺女子高校の一年生。愛称「ナオ」。
嘉神川ノエルや三城柚莉とは中学時代の同級生。
実家は西澄空のアパート「夕凪荘」の大家で、父は夕凪荘の隣にある「明龍神社」の宮司を務めている。
家で「シュガー」という犬を飼っている。
神崎 美咲（かんざき　みさき）
声：吉田仁美
林鐘寺女子高校の一年生で、父は本校の理事長。
志摩寿奈桜とは小学からの幼馴染。
日紫喜 瑞羽（ひむらき　みずは）
声：矢作紗友里
16才。林鐘寺女子高校の二年生で生徒会役員。
自他共に対して厳しい性格だが、優しさも持ち合わせており知り合いや後輩からの人望は厚い。
YuKuRuでアルバイトをしている。

### 他のキャラ
秋村 司郎（あきむら　しろう）
声：山口正秀
32才。秋村クリニックの医院長。
久世 奏波（くぜ　かなみ）
声：生天目仁美
24才。地元コミュニティ雑誌「澄空アルーキーズ」の記者兼ライター。
「KARIN」にモデルを依頼した際に、嘉神川ノエルとの共演を頼まれ、ノエルをスカウトしようとしてくる。

## 歴代ヒロインの登場人物
- Memories Offより

今坂 唯笑（いまさか ゆえ）
声：那須めぐみ
双海 詩音（ふたみ しおん）
声：利田優子
- Memories Off 2ndより

白河 ほたる（しらかわ ほたる）
声：水樹奈々
- 想い出にかわる君 〜Memories Off〜より

荷嶋 音緒（かしま ねお）
声：清水愛
- Memories Off 〜それから〜より

陵 いのり（みささぎ いのり）
声：小林沙苗
- Memories Off ＃5 とぎれたフィルムより

仙堂 麻尋（せんどう まひろ）
声：井ノ上奈々
- Memories Off 6 〜T-wave〜より

稲穂 鈴（いなほ すず）
声：田中理恵
信の姉。
嘉神川 クロエ（かがみがわ くろえ）
声：後藤邑子
ノエルの姉。
- Memories Off ゆびきりの記憶より

天川 ちなつ（あまかわ ちなつ）
声：鹿野優以
星月 織姫（ほしつき おりひめ）
声：野中藍